# Nederlands kampioenschap schaken vrouwen 2014

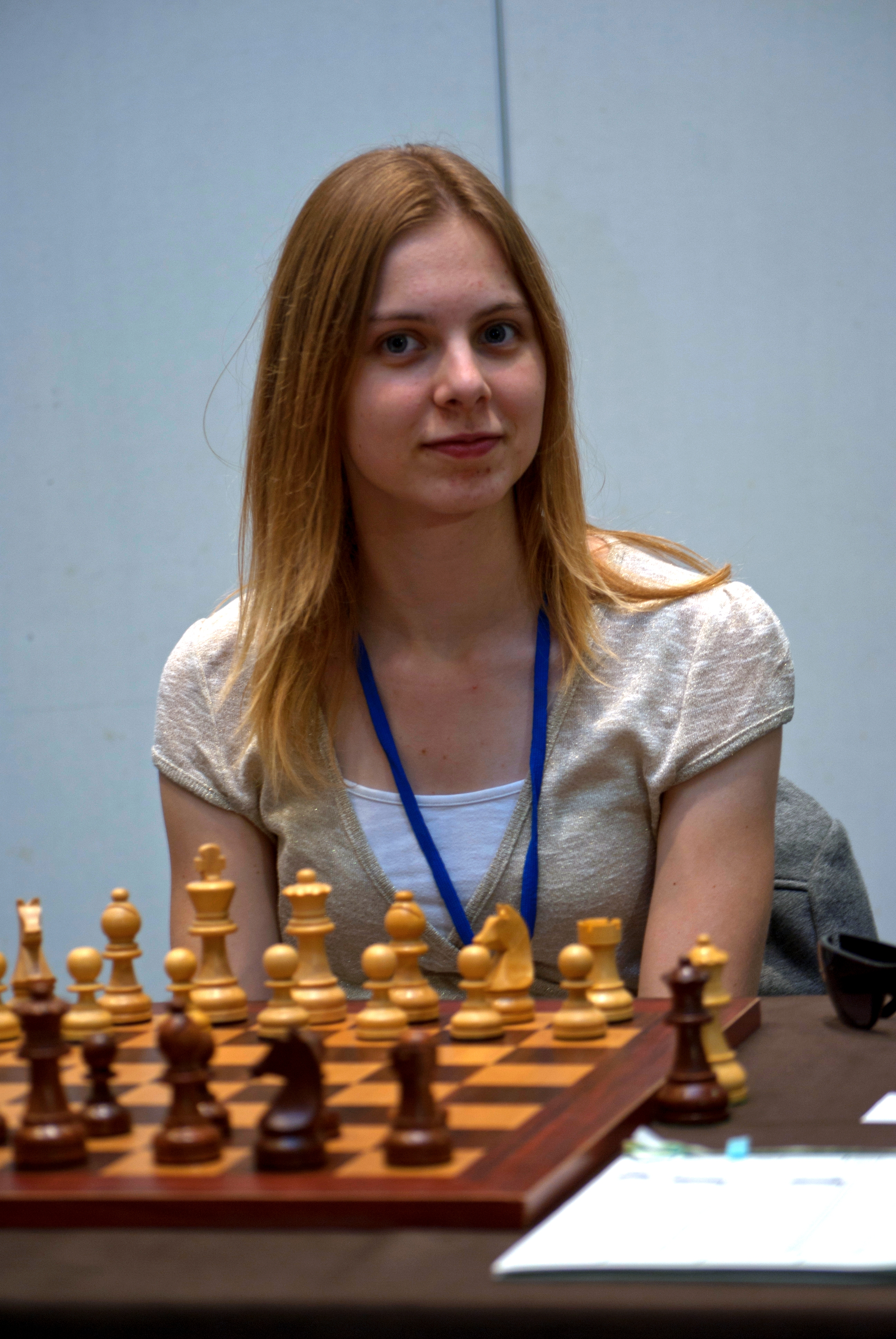
Anne Haast verovert haar 1^{e} Nederlandse titel

Het Nederlands kampioenschap schaken voor vrouwen 2014 werd (samen met het Nederlands kampioenschap algemeen) gespeeld van zondag 6 t/m zondag 13 juli 2014 in het Manor Hotel in Amsterdam in de vorm van een rond toernooi met 8 deelneemsters. Kampioene werd Anne Haast met 5½ punt uit 7 partijen voor Bianca de Jong-Muhren (5 pt.) en Zhaoqin Peng (4 pt). 

## Eindstand
| plaats | naam                  | rating | score |
| ------ | --------------------- | ------ | ----- |
| 1      | Anne Haast            | 2296   | 5½    |
| 2      | Bianca de Jong-Muhren | 2296   | 5     |
| 3      | Zhaoqin Peng          | 2402   | 4     |
| 4      | Tea Lanchava          | 2286   | 3½    |
| 5      | Iozefina Păuleț       | 2227   | 3     |
| 6      | Smaranda Padurariu    | 2205   | 2½    |
| 7      | Lisa Hortensius       | 2162   | 2½    |
| 8      | Anna-Maja Kazarian    | 2025   | 2     |